# Frisco (Texas)
Frisco è un comune (city) degli Stati Uniti d'America situato tra le contee di Collin e Denton nello Stato del Texas. La popolazione era di 188.178 abitanti al censimento del 2018. Fa parte della Dallas-Fort Worth Metroplex e si trova circa 25 miglia (40 km) dal Dallas Love Field e dal Dallas/Fort Worth International Airport.
Frisco è stata la città in più rapida crescita negli Stati Uniti nel 2009, e anche la città in più rapida crescita della nazione dal 2000 al 2009. Verso la fine degli anni 1990, la marea di sviluppo suburbana del nord della Dallas-Fort Worth Metroplex colpì il confine settentrionale di Plano e versato in Frisco, scatenando una crescita esplosiva negli anni 2000. Come molte delle città nei sobborghi settentrionali di Dallas, Frisco funge da comunità dormitorio per molti professionisti che lavorano nella Dallas-Fort Worth Metroplex.
Dal 2003, Frisco ha ricevuto la designazione "Tree City USA" dalla National Arbor Day Foundation.

## Geografia fisica

### Territorio
Frisco è situata a 33°08′29″N 96°48′47″W.
Secondo lo United States Census Bureau, la città ha una superficie totale di 161,56 km², dei quali 160,07 km² di territorio e 1,49 km² di acque interne (0,92% del totale).

## Storia
Quando l'area di Dallas fu colonizzata da pionieri americani, molti dei coloni viaggiarono con le carovane lungo la vecchia pista Shawnee. Questo percorso era utilizzato anche per trasportare il bestiame a nord di Austin. Questo percorso in seguito divenne la pista Preston, e più tardi, la Preston Road. Preston Road è una delle più antiche strade nord-sud di tutto il Texas. Con tutta questa attività, la comunità di Lebanon venne fondata lungo questo sentiero e gli fu concesso un ufficio postale degli Stati Uniti nel 1860.
Nel 1902, una linea della St. Louis-San Francisco Railway era in costruzione attraverso l'area, e le fermate periodiche di irrigazione erano necessarie lungo il percorso per le locomotive a vapore. L'insediamento attuale di Lebanon era sulla Preston Ridge ed era quindi troppo alto di altitudine, in modo che l'arrestare l'irrigazione fu posto circa quattro miglia (6 km) ad ovest della terra inferiore. Una comunità è cresciuta intorno a questa fermata del treno. Gli abitanti di Lebanon in realtà spostarono le loro case alla nuova comunità su tronchi. La nuova città in origine venne chiamata Emerson, in onore di Francis Emerson che possedeva la fattoria in cui si trovava la città,  ma il nome venne respinto dallo United States Postal Service perché c'era già una città con un nome simile in Texas. Nel 1904, gli abitanti scelsero il nome di Frisco City in onore della St. Louis-San Francisco Railway su cui è stata fondata la città, in seguito abbreviata col suo nome attuale.

## Società

### Evoluzione demografica
La popolazione crebbe stabilmente, da 618 nel 1930 a 1.184 nel 1960. Negli anni 1970, tuttavia, aumentò da 1.845 nel 1970 a 3.499 nel 1980.
Secondo il censimento del 2010, la popolazione era di 116.989 abitanti.
Gli ultimi dati ufficiali disponibili del 2018 parlano di 188.170 abitanti.

### Etnie e minoranze straniere
Secondo il censimento del 2010, la composizione etnica della città era formata dal 74,97% di bianchi, l'8,09% di afroamericani, lo 0,5% di nativi americani, il 9,97% di asiatici, lo 0,04% di oceanici, il 3,29% di altre razze, e il 3,14% di due o più etnie. Ispanici o latinos di qualunque razza erano il 12,1% della popolazione.

## Sport

### Baseball
A Frisco è stato edificato il Dr Pepper Ballpark, che ospita le principali partite di baseball dei Frisco RoughRiders.